# اوین اینسیر
اوین اینسیر یا اوین اینجر (زاده ۱۵ ژوئن ۱۹۸۴) یک سیاستمدار سوئدی با تبار کرد حزب سوسیال دموکرات سوئد است که از زمان انتخابات ۲۰۱۹ اروپا به عنوان نماینده پارلمان اروپا فعالیت می‌کند.
او در ۱۵ ژوئن ۱۹۸۴ در دیاربکر ترکیه به دنیا آمد. از سال ۲۰۱۹ در کمیته آزادی‌های مدنی، عدالت و امور داخلی مشغول به کار بوده است. علاوه بر وظایف کمیته خود، از سال ۲۰۱۹ بخشی از هیئت‌های پارلمانی به کمیته مشترک پارلمانی اتحادیه اروپا و ترکیه و از سال ۲۰۲۱ در مجمع پارلمانی اروپا-مدیترانه بوده است.